# The Mysterons (aflevering)
"The Mysterons" is de eerste aflevering van de televisieserie Captain Scarlet and the Mysterons, een sciencefictionserie waarin gebruikgemaakt wordt van de poppenspeltechniek supermarionation. De aflevering werd voor het eerst uitgezonden op ATV Midlands in Engeland op 29 september 1967.

## Verhaal
Het is het jaar 2068. Op de planeet Mars maakt de bemanning van de Zero-X Martian Exploration Vehicle, onder bevel van Spectrum officier Captain Black, zich klaar om terug te keren naar de Aarde. Hun missie om op Mars vreemde niet-geïdentificeerde signalen te onderzoeken is mislukt. Net als ze willen vertrekken ontdekken ze echter een mysterieuze stad. Terwijl de bemanning van Zero-X vol verbazing naar deze ontdekking kijkt, maakt in de stad een stem bekend dat menselijke ruimtereizigers op de planeet zijn gearriveerd en nader onderzocht moeten worden. Een vliegende camera wordt losgelaten om de MEV te onderzoeken. Captain Black ziet dit echter als een teken van een aanval, en laat Luitenant Dean het vuur openen. De stad wordt vernietigd, maar vrijwel direct hersteld door blauwe stralen. De vreemde stem klinkt opnieuw, dit keer met de boodschap dat de inwoners van de stad de Mysterons zijn, en dat de Aarde zal worden vernietigd voor deze brute aanval. De Mysterons nemen controle over Captain Black, en kondigen aan de president van de wereld te elimineren.
Op Aarde, in een vliegende basis genaamd de Cloudbase, geeft de opperbevelhebber van Spectrum, Colonel White, Lieutenant Green de opdracht om de Angel jets te lanceren. Hij roept ook Captain Scarlet op en stuurt hem naar New York om de president te beschermen. Hij vertrekt samen met Captain Brown in een Spectrum Saloon Car. Zonder aanwijsbare reden begeven de banden van het voertuig het opeens en de SSC rijdt van de weg en crasht onderaan een heuvel. Beide inzittenden zijn op slag dood, maar Scarlets lichaam wordt door een onbekende macht achter een bosje gesleept, waarna er een exacte kopie van hem verschijnt.
Later neemt een man die sterk lijkt op Captain Brown de president mee naar Spectrums sterkst beveiligde gebouw in New York. Maar eenmaal daar blijkt deze Brown een wandelende bom te zijn gestuurd door de Mysterons. De president kan maar net ontkomen via een nooduitgang voordat het hele gebouw ontploft.
Beseffend dat de Mysterons eerste poging tot een aanslag is mislukt, laat Colonel White Captain Scarlet (waarvan hij niet weet dat het nu een mysteron-duplicaat is) de President overbrengen naar een ander gebouw in Londen. Colonel White ontdekt pas dat Scarlet nu ook een mysteronagent is wanneer deze al is vertrokken met de president. Eenmaal in Londen neemt Scarlet de president mee onder bedreiging van een pistool.
Een andere Spectrumofficier, Captain Blue, zet de achtervolging in met een Spectrum Pursuit Vehicle. De Angels vernietigen een brug om Scarlet’s ontsnappingsroute af te snijden. De achtervolging eindigt op de top van een 800 voet hoge parkeertoren. Captain Black, die nu praat met een Mysteronstem, meldt Scarlet telepathisch dat de president in leven moet worden gehouden. Een door de Mysterons overgenomen Spectrumhelikopter zal Scarlet en de President ophalen.
Blue arriveert op de top van de toren. Destiny Angel slaagt erin de helikopter die Scarlet zou komen halen te vernietigen, maar het ding crasht hierbij tegen de toren. Blue schiet Scarlet neer en hij valt van de toren, blijkbaar zijn dood tegemoet. Blue slaagt erin de president in veiligheid te brengen net voordat de toren instort.
Terug in de Cloudbase maakt Colonel White bekend dat Scarlet nog leeft, maar dat de klap blijkbaar de Mysterons controle over hem verbroken heeft.

## Rolverdeling

### Reguliere stemacteurs
- Captain Scarlet — Francis Matthews
- Captain Blue — Ed Bishop
- Colonel White — Donald Gray
- Lieutenant Green — Cy Grant
- Destiny Angel — Liz Morgan
- Rhapsody Angel — Liz Morgan
- Harmony Angel — Lian Shin
- Captain Black — Donald Gray

### Gastrollen
- Captain Black (voor overname door de Mysterons) — Jeremy Wilkin
- Lieutenant Dean — Charles Tingwell
- Captain Brown — Charles Tingwell
- President van de wereld — Paul Maxwell
- Radio — Jeremy Wilkin
- Spectrum HQ, London — Charles Tingwell
- Benzinestation medewerker — Jeremy Wilkin
- Helicopter A42 Piloot — Charles Tingwell

## Notities
- Hoewel de titel van deze aflevering niet in beeld verscheen, wordt “The Mysterons” over het algemeen aanvaard als titel.